# Modest Rastawiecki
Modest Rastawiecki (ur. 9 października 1896 w Słupnicy, zm. wiosną 1940 w Katyniu) – podpułkownik dyplomowany obserwator Wojska Polskiego, ofiara zbrodni katyńskiej

## Życiorys
Syn Modesta i Bronisławy Modest Rastawiecki urodzony 9 października 1896 roku w Słupnicy, woj. lwowskie. Członek Polskiej Organizacji Wojskowej. Uczestnik wojny z bolszewikami.
28 lutego 1921 roku został zatwierdzony w stopniu porucznika z dniem 1 kwietnia 1920 roku, „w artylerii, w grupie byłej armii austro-węgierskiej”. 1 czerwca 1921 roku pełnił służbę w 23 pułku artylerii polowej. 3 maja 1922 roku został zweryfikowany w stopniu porucznika ze starszeństwem z dniem 1 czerwca 1919 roku i 259. lokatą w korpusie oficerów artylerii. W 1923 roku pełnił służbę w Dowództwie Okręgu Korpusu Nr VIII w Toruniu na stanowisku referenta Szefostwa Artylerii i Uzbrojenia, pozostając oficerem nadetatowym 23 pułku artylerii polowej. 31 października 1924 roku został przeniesiony z Szefostwa Artylerii i Uzbrojenia Nr VIII do 23 pułku artylerii polowej z pozostawieniem w Wyższej Szkole Wojennej w Warszawie na dwuletnim kursie normalnym 1924–1926. 1 grudnia 1924 roku awansował na kapitana ze starszeństwem z dniem 15 sierpnia 1924 roku i 86. lokatą w korpusie oficerów artylerii. Z dniem 11 października 1926 roku, po ukończeniu kursu i otrzymaniu dyplomu naukowego oficera Sztabu Generalnego, został przydzielony do Oddziału I Sztabu Generalnego. 2 grudnia 1927 roku został zwolniony z zajmowanego stanowiska w Oddziale I Sztabu Generalnego z równoczesnym przeniesieniem służbowym do Oficerskiej Szkoły Lotnictwa w Dęblinie na czteromiesięczny kurs dowódców eskadr.
24 lipca 1928 roku został przeniesiony z korpusu oficerów artylerii do korpusu oficerów lotnictwa i przydzielony do 1 pułku lotniczego w Warszawie (kapitan ze starszeństwem z dniem 15 sierpnia 1924 roku i 15,7 lokatą w korpusie oficerów lotnictwa). 20 września 1929 roku objął dowództwo 11 eskadry liniowej, a już 23 grudnia 1929 roku otrzymał przeniesienie do Oddziału III Sztabu Głównego w Warszawie. Z dniem 1 października 1933 roku został wyznaczony na stanowisko pomocnika attaché wojskowego w Bukareszcie. 27 czerwca 1935 roku awansował na majora ze starszeństwem z dniem 1 stycznia 1935 roku i 5. lokatą w korpusie oficerów aeronautyki. W latach 1936–1938 dowodził I dywizjonem liniowym 3 pułku lotniczego w Poznaniu. W 1938 roku został I oficerem sztabu 3 Grupy Lotniczej w Warszawie. Na podpułkownika awansował ze starszeństwem z dniem 19 marca 1939 roku i 12. lokatą w korpusie oficerów lotnictwa. 24 czerwca 1939 roku został wyznaczony na stanowisko komendanta Centrum Wyszkolenia Lotnictwa Nr 1 w Dęblinie.
W czasie kampanii wrześniowej 1939 dostał się do niewoli sowieckiej. Przebywał w obozie w Kozielsku. O jego pobycie w obozie wspomniał w swoich pamiętnikach (później odnalezionych) Kazimierz Szczekowski. Wiosną 1940 zamordowany przez funkcjonariuszy NKWD w Katyniu i tam pogrzebany. 28 lipca 2000 nastąpiło oficjalne otwarcie w tym miejscu Polskiego Cmentarza Wojennego w Katyniu.
5 października 2007 minister obrony narodowej Aleksander Szczygło – decyzją nr 439/MON – mianował go pośmiertnie na stopień pułkownika. Awans został ogłoszony 9 listopada 2007 w Warszawie, w trakcie uroczystości „Katyń Pamiętamy – Uczcijmy Pamięć Bohaterów”.
Modest Rastawiecki był żonaty z Haliną z Bliklów.

## Ordery i odznaczenia
- Złoty Krzyż Zasługi (10 listopada 1938)[27]
- Srebrny Krzyż Zasługi (19 marca 1931)[28]
- Odznaka obserwatora (1928)[29]